# 伊達宗興 (紀州藩士)
伊達 宗興（だて むねおき、1824年8月21日（文政7年7月27日） - 1898年（明治31年）2月9日）は、江戸時代末期の紀州藩士、明治時代初期の官僚。紀州伊達家当主で陸奥宗光の義兄に当たる。

## 略歴
紀州藩士・成田弥三右衛門の五男で、幼名は峯輔、通称は五郎。同じ紀州藩士で国学者としても名高かった伊達千広の養嗣子となるが、藩政改革を唱える「和歌山派」の中心人物であった千広は、対立していた「江戸派」（保守派）の水野忠央が藩の実権を握ると捕らえられ幽閉された。
1861年（文久元年）、放免された千広より家督を譲られるが、1863年1月（文久2年12月）に千広とともに脱藩、上洛し、中川宮に仕えて尊王攘夷の志士となった。後に義弟（千広の実子）の宗光（陸奥陽之助）も宗興を頼って中川宮に仕えることになる。1864年に帰藩し、翌年幽閉された。1867年になって放免される。
維新後、宗興は和歌山藩（紀州藩より改称）の執政、次いで藩権大参事となり、ついで1872年（明治4年）12月から広島県参事に転じて、1873年（明治5年）8月には同県権令に昇格、1875年1月までの2年半在任した。
墓所は京都・鹿苑寺（同市北区）にある。

### 初期広島県政への関与
宗興が今日の広島県知事に相当する同県参事・権令に在任していた時期は、それまで広島城内に置かれていた県庁が、広島鎮台の拡充により城外の国泰寺に移転を余儀なくされるなど所在地が定まらない状況であった。このため彼は、1873年（明治6年）3月29日、大蔵省に「県庁設立伺」を出し、県庁を広島から尾道に移転し、「御調県」と改称することを提議した。しかし当時、同省の幹部であった前島密は、尾道の道幅が狭いことや、また県庁所在地をみだりに変更するべきではないことを根拠に、彼の提案に反対したため、実現しなかった。
また同年12月24日、その2年前の解放令に端を発した騒擾について、被差別部落民が「自己の程を忘れ」たのが争論の原因なので、身の程を顧み分限を守るよう求める令達を「新平民」に向けて出した。新旧の差別をなくすよう求めた太政官布告の趣旨に反するものであった。

## 関連文献
- 鈴木眞哉「伊達宗興」『幕末維新人名辞典』新人物往来社、1993年